# Jucundus
Jucundus ou Iucundus (fl.  477 - 480/481) est un évêque arien du royaume vandale d'Afrique, vivant sous les règnes des rois Genséric (428-477) et Hunéric (477-484).

## Biographie
Patriarche de l'épiscopat arien à Carthage, capitale du royaume, il faisait partie selon Victor de Vita de l'entourage de la famille royale vandale. Vers 480, le roi Hunéric fait éliminer ses frères et leurs familles pour imposer sur le trône sa propre descendance. Jucundus, proche du prince Théudric,, l'un des frères du roi, est arrêté et condamné à mort ; il est brûlé vif à Carthage,.
Il ne s'agit probablement pas de l'évêque Jucundus, dont la tombe se trouve dans le baptistère dit de Jucundus à Sufetula (aujourd'hui Sbeitla) ; celui qui est mentionné à cet endroit par une inscription est vraisemblablement un évêque de Sufetula de la première moitié du Ve siècle, peut-être martyrisé par les Vandales.

## Source antique
- Victor de Vita, Histoire de la persécution vandale en Afrique, livre II, V (en ligne).